# Piazzale degli Eroi (Marino)
Piazzale degli Eroi è un vasto piazzale situato nel centro storico della città di Marino, in provincia di Roma, nell'area dei Castelli Romani. Oggi è stato adibito a parco, e nel sottosuolo sono presenti due piani utilizzati come parcheggio sotterraneo.

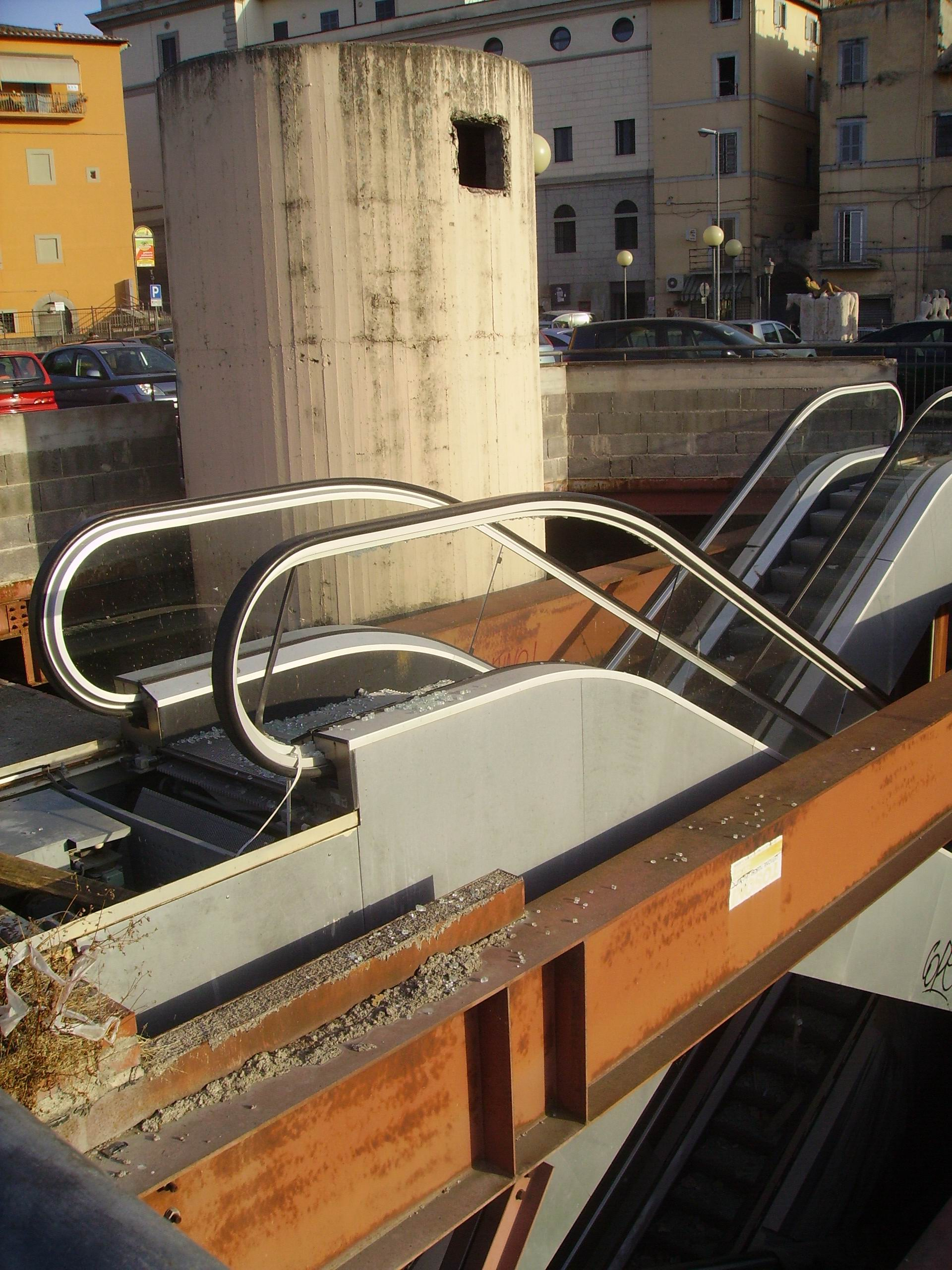
La torre degli ascensori del parcheggio sotterraneo in una ripresa dell'estate 2006

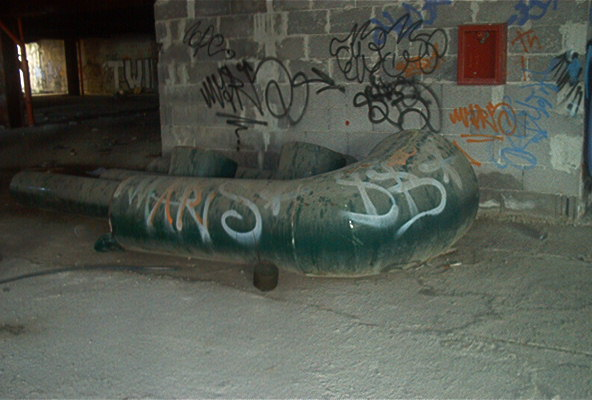
Le strutture del parcheggio sotterraneo in una ripresa risalente alla primavera 2005

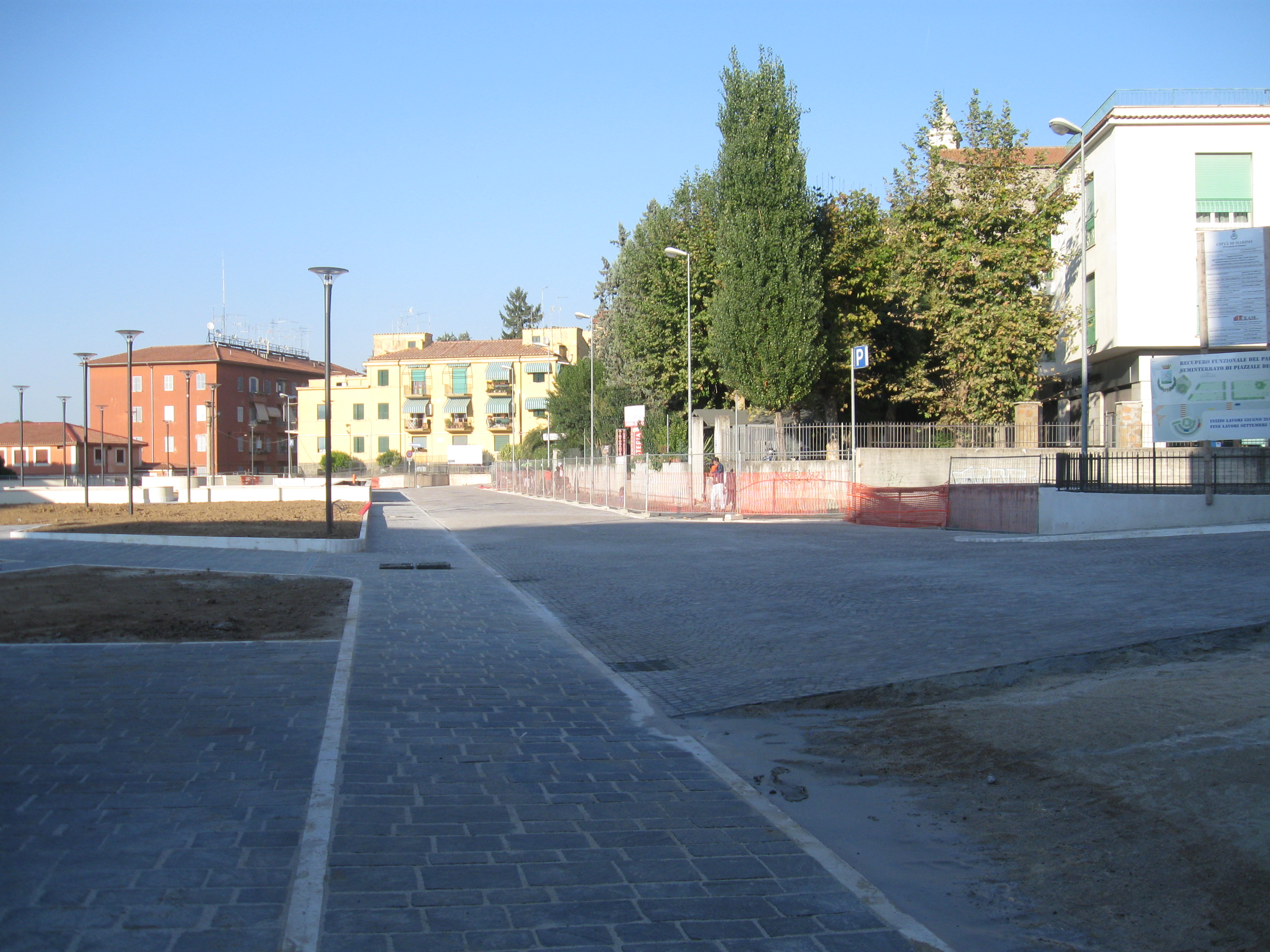
Il piazzale come si presentava durante i lavori di risistemazione del 2011.

## Storia
All'inizio del XIX secolo nell'area oggi occupata dal piazzale c'era un terreno  "seminativo con frutti" dell'estensione di 6 rubbia e 95 (estensione calcolabile in circa 11 ettari), proprietà dei fratelli Giuseppe e Nicola Gagliardi fu Domenico, enfiteuti dell'Ospedale di San Giacomo degli Incurabili al Corso in Roma. In epoca fascista, come si evince da alcune foto d'epoca, nell'area sorgevano dei muretti adibiti a struttura di allenamento della GIL e al corso pre-militare.
Il 2 febbraio 1969 venne inaugurato il piazzale degli Eroi, che solo allora assunse l'attuale denominazione, il "monumento ai Caduti di tutte le guerre" opera di Gaetano Miarelli e Sandro Benedetti.
Fu alla fine degli anni ottanta che nacque l'idea di realizzare nell'area un grande parcheggio multipiano, opera indubbiamente di grande utilità vista la cronica carenza di aree di sosta che affligge da lungo tempo il centro storico di Marino. L'appalto delle struttura venne affidato alla Società Italiana per Condotte d'Acqua S.p.A., che concepì un progetto articolato su quattro livelli: il piano stradale di Piazzale degli Eroi, vasto circa 3000 m², adibito in parte a parcheggio in parte a zona verde; sotto un piano inferiore di altri 3000 m² circa, da destinare a parcheggio sotterraneo; ancora sotto un piano posto al piano di via Giuseppe Garibaldi, e quindi un ultimo piano seminterrato. Sei grandi silos cilindrici scendevano nel sottosuolo fino a diciotto metri di profondità. Vennero concepiti locali per uso commerciale, serviti da due scale mobili e da un ascensore. Per accedere ai piani di parcheggio sotterraneo vennero realizzate rampe a chiocciola che scendevano sottoterra. I lavori iniziarono nel 1988.
L'intera opera doveva essere completata, e consegnata, entro l'inizio del campionato mondiale di calcio 1990: in quella data infatti il parcheggio avrebbe dovuto servire Marino che ospitava il ritiro ufficiale della nazionale di calcio dell'Italia, presso il Grand Hotel Helio Cabala e lo stadio comunale Domenico Fiore. Al di là del fallimento delle aspettative di rilancio economico legate al ritiro nazionale, forse anche legate al piazzamento non esaltante degli azzurri in quella competizione, i lavori al parcheggio di piazzale degli Eroi andarono avanti per altri quattro o cinque anni, vista la complessità oggettiva del progetto. Al termine del lavori, la proprietà della struttura sarebbe stata per cinquanta anni della Società Condotte d'Acqua che avrebbe gestito parcheggio e locali seminterrati.
Nel 1998 la proprietà del cantiere passò all'impresa Italimpa S.p.A che propose al Comune di realizzare nella struttura un centro commerciale più parcheggio, il che avrebbe reso più conveniente l'opera. Tuttavia l'Unione Commerciante si oppose a questo progetto, che avrebbe creato una pericolosa concorrenza al commercio al dettaglio. Si intervenne con l'abbattimento dei discutibili tubi verdi dell'aerazione che fino ad allora avevano fatto mostra di sé in mezzo al piazzale: venne quindi collocato in un angolo della piazza il nuovo monumento ai Caduti di tutte le guerre, opera di Albero Piras. Accanto al monumento, il 2 febbraio 2008 sono state inaugurate cinque lapidi che ricordano i caduti marinesi nella seconda guerra mondiale.
Il 20 gennaio 1999, vista la non ottemperanza della ditta al completamento del progetto, soprattutto a causa dello squilibrio evidente tra costi e profitti, la giunta di centrosinistra dell'epoca espropriò l'intera area del cantiere, dando il via a una lunghissima controversia milionaria tra Comune di Marino e Italimpa S.p.A. Infatti, a seguito di un ricorso della società costruttrice contro il provvedimento preso dal Comune, il TAR del Lazio nel marzo 2006 condannò il Comune a versare 11 milioni di euro alla società, considerata parte lesa, più altri quattro milioni di spese processuali. La stessa sentenza venne confermata dalla Corte d'assise di Roma e dalla Corte di cassazione. Il Comune, già in situazione economica precaria, si sarebbe trovato così con un buco di bilancio di 15 milioni di euro che avrebbe potuto comportare anche la bancarotta.
Dopo un lungo periodo di abbandono, nel 2003 una nuova giunta di centrosinistra elaborò il piano di mettere all'asta la struttura per poter finalmente risolvere l'impasse che durava ormai da più di dieci anni. Tuttavia, la prematura decadenza della giunta (marzo 2005) pose fine a questa intenzione.
Superata la gestione commissariale, la nuova giunta di centrodestra prese in mano la situazione riuscendo ad ottenere un patteggiamento con la ItalimpA S.p.A., che nel frattempo era frattanto stata assorbita nella Fintecna S.p.A.: non più 15 milioni, ma solo 5, di cui 1 prelevato dalle casse comunali e quattro provenienti per concessione della Cassa Depositi e Prestiti. Attualmente si aspetta di conoscere come il Comune di Marino destinerà l'area del parcheggio, che nel frattempo è divenuto un luogo di deposito di immondizie stratificate dal quindicennio di abbandono.
Nel giugno 2011 l'amministrazione comunale ha avviato un piano di risistemazione che prevede la pedonalizzazione del piano esterno, con la riapertura del belvedere su Roma, e la riqualificazione dei tre livelli inferiori per ottenere 220 posti auto. I lavori dovrebbero terminare prima della Sagra dell'Uva 2011 (2 ottobre). I lavori sono stati eseguiti dalla CEAM srl di Veroli e verranno a costare due milioni e mezzo di euro. La gestione dell'impianto spetterà alla Multiservizi dei Castelli di Marino, l'azienda partecipata del Comune di Marino.

### Il monumento ai Caduti del 1969

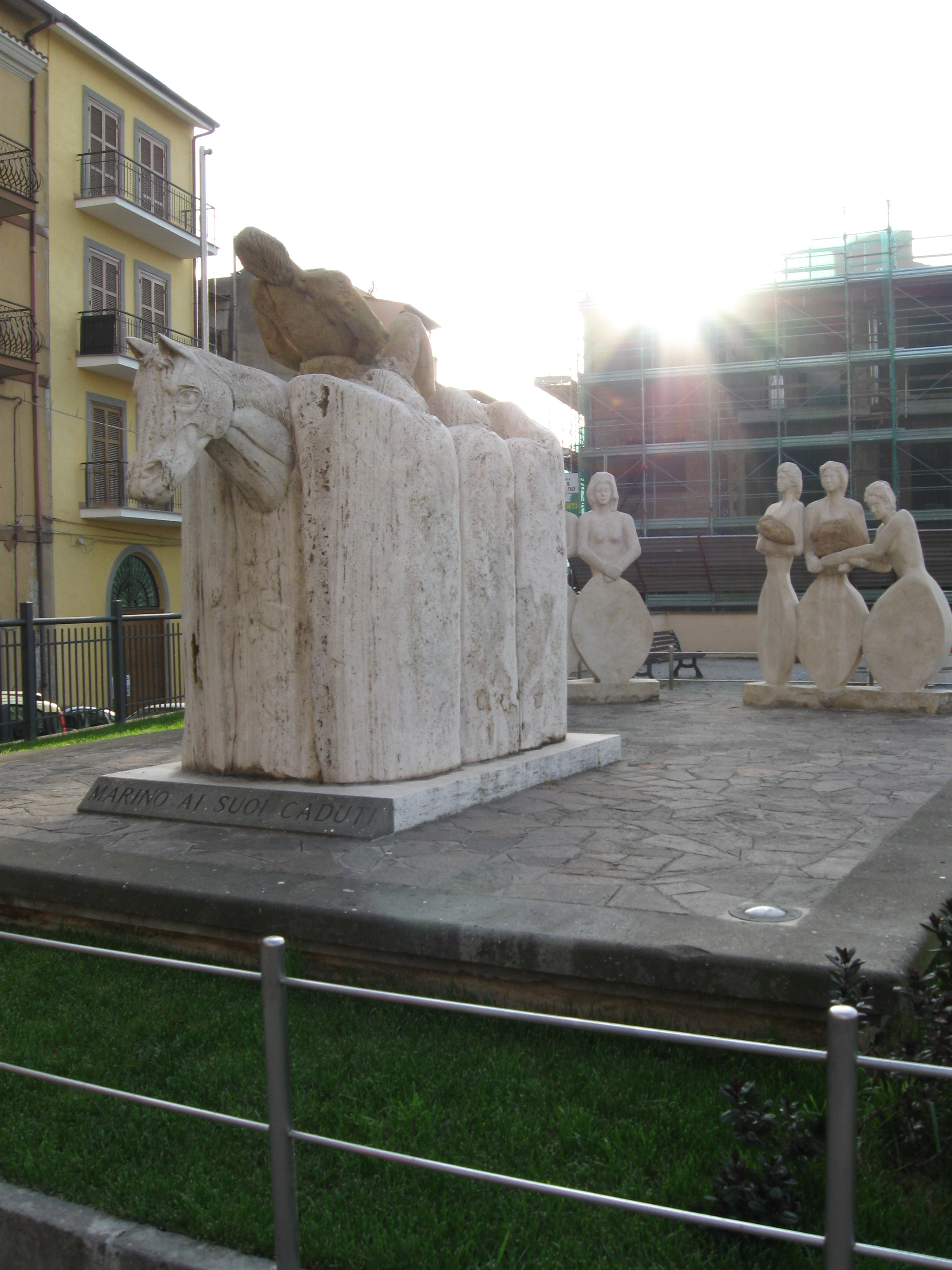
Il monumento ai Caduti in piazzale degli Eroi.

## Descrizione

### Il monumento ai Caduti del 2000
Il monumento consiste in un complesso scultoreo bicromo, composto da tre nuclei: al centro, c'è un grande blocco di travertino di 6 m3 del peso di 16 tonnellate, su cui sono scolpiti sei uomini anziani che piangono appoggiati ad un cavallo su cui è posato l'eroe morto, scolpito in lumachella bronzina, di colore rosso. Ai lati di questo nucleo centrale si dispongono i due nuclei delle donne piangenti, tre per lato, con in braccio i bambini: le donne, dalla caratteristica forma a mandolino, sono scolpite in marmo beige di Thala, in Tunisia, mentre i bambini sono realizzati nella stessa lumachella bronzina dell'eroe.
Il richiamo cromatico tra il corpo dell'eroe morto ed i bambini in fasce è un messaggio di speranza lanciato dallo scultore, che ha voluto astrarre la narrazione dal tempo e catapultarla nel mito, nella "sublimazione epica del sacrificio" (Prisco), evitando la consueta rappresentazione celebrativa.
L'intera opera è stata scolpita da Rinaldo Piras (precocemente scomparso due anni dopo, a soli 37 anni) e dal suo assistente Germano Sciamanna. Il monumento, donato all'amministrazione comunale allora presieduta da Rosa Perrone, è stato inaugurato il 7 aprile 2000.

## Galleria d'immagini

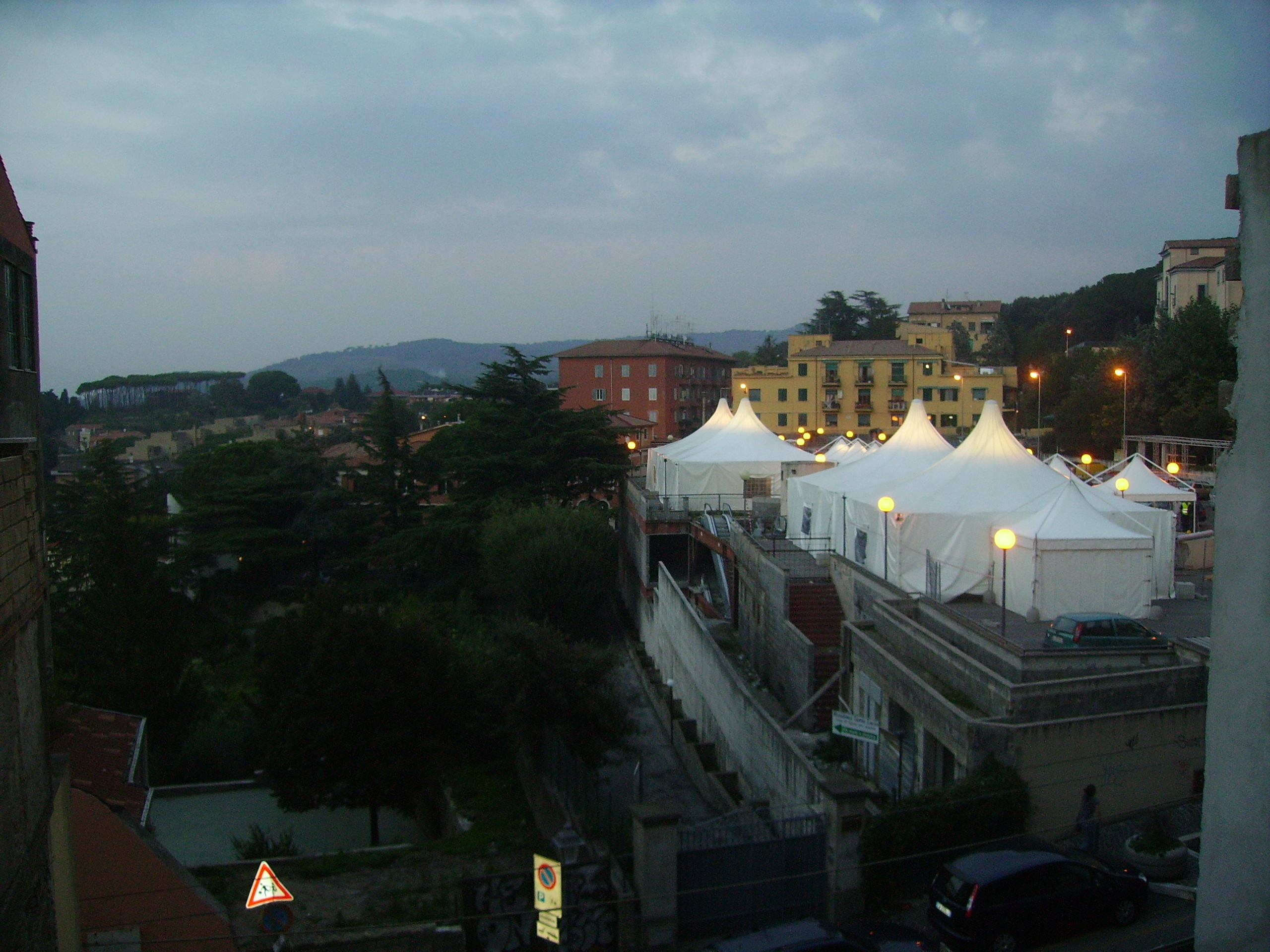
Stand espositivi organizzati in piazzale degli Eroi durante la Sagra dell'Uva 2007.
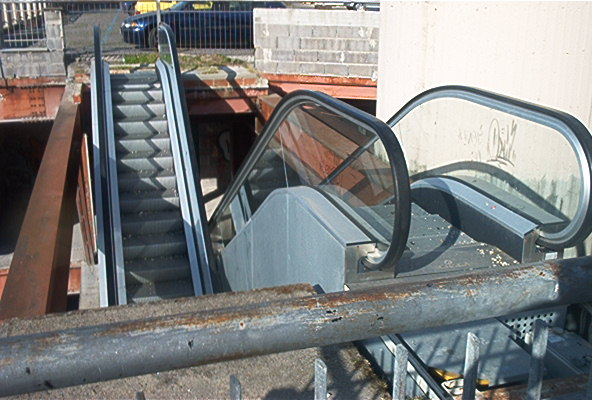
Le strutture del parcheggio sotterraneo in una ripresa risalente alla primavera 2005.
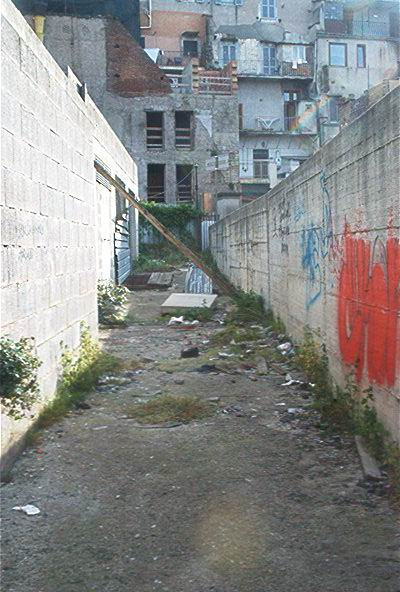
Le strutture del parcheggio sotterraneo in una ripresa risalente alla primavera 2005.
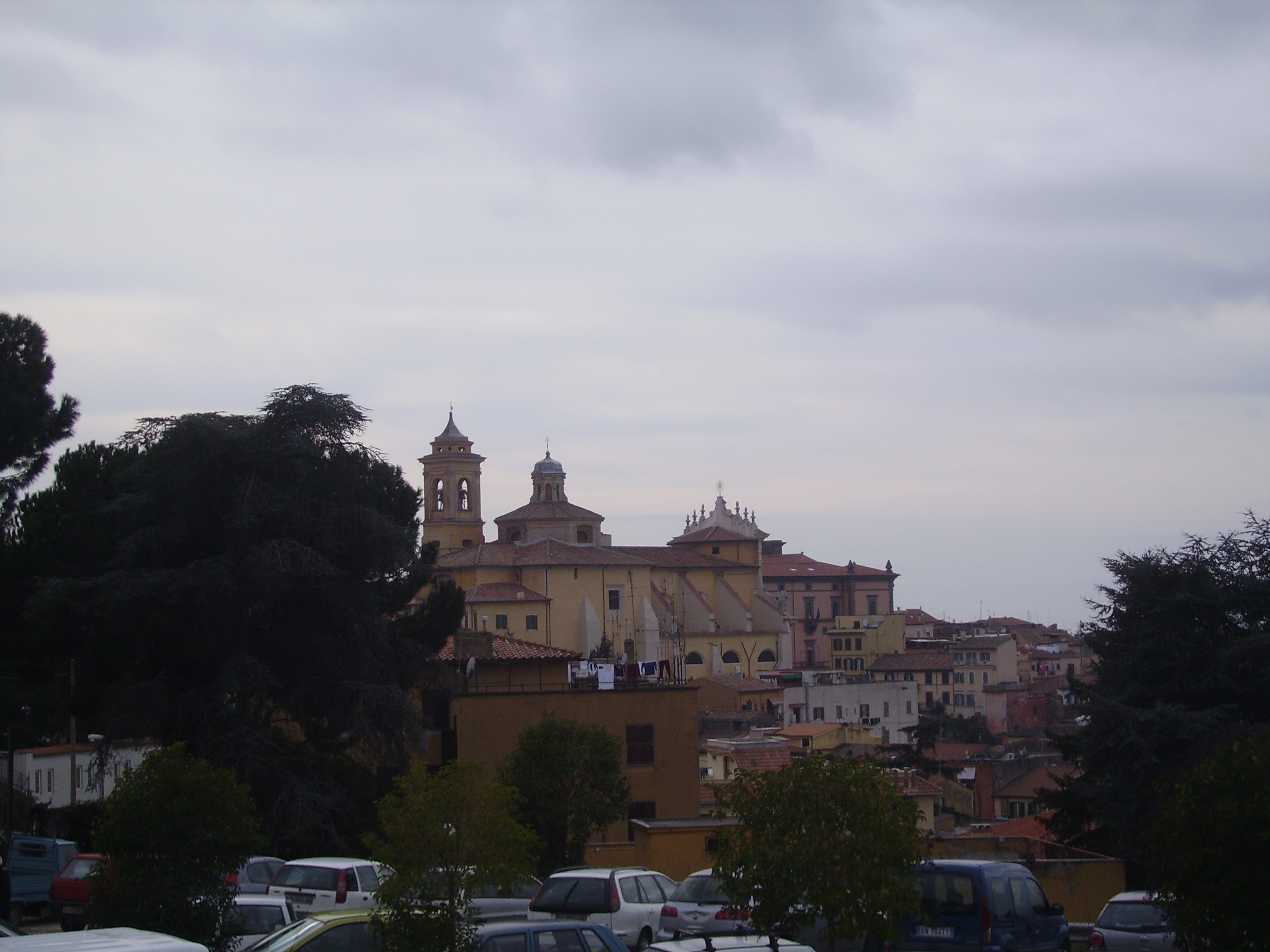
Panorama di Marino dalla balconata del piazzale.
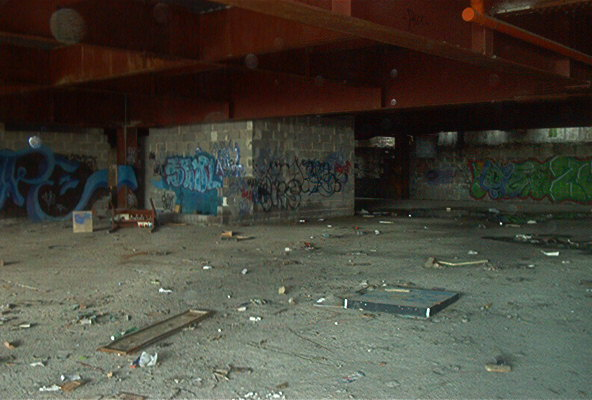
Il primo piano seminterrato del parcheggio sotterraneo in una ripresa risalente alla primavera 2005.
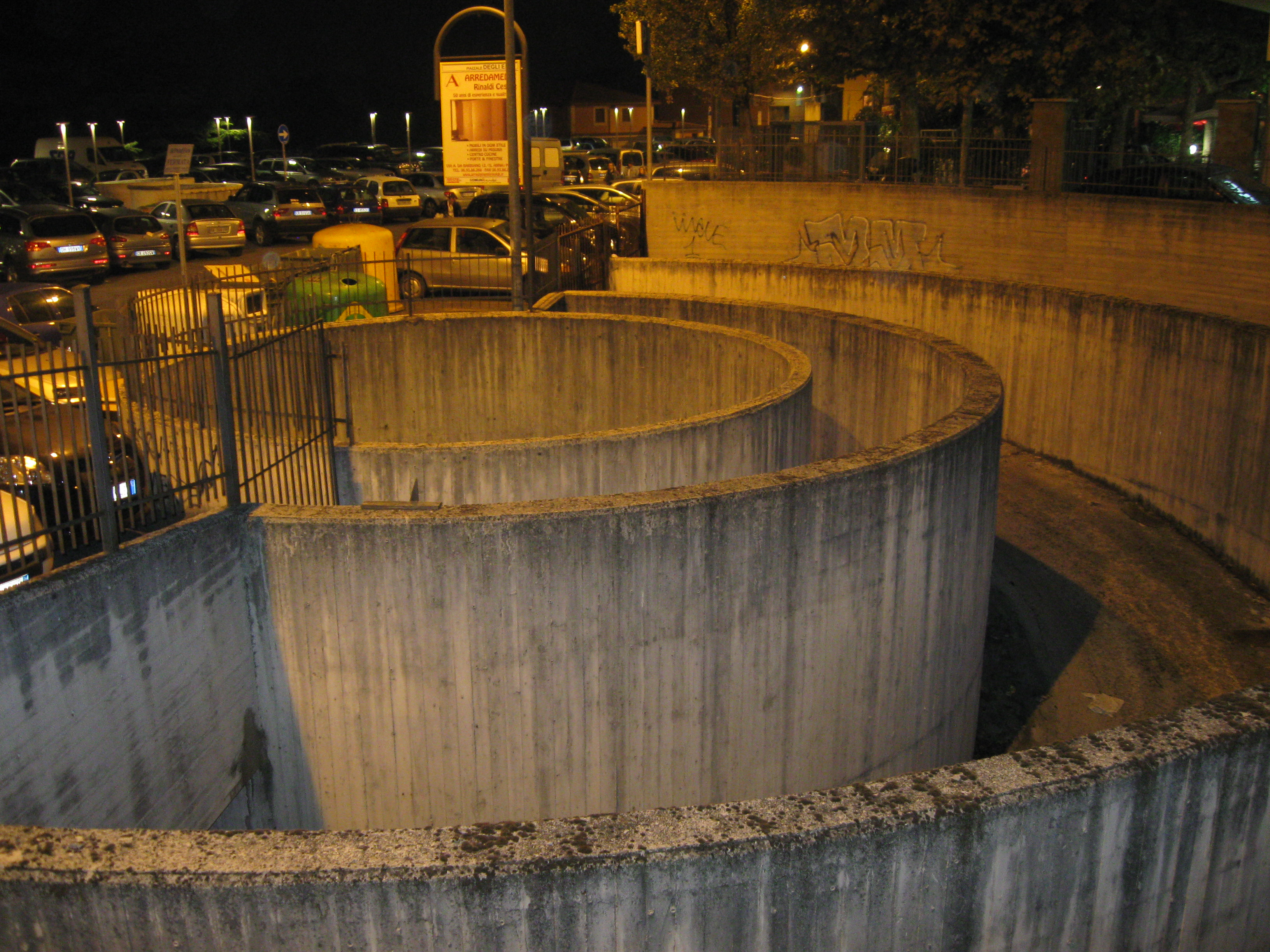
Una delle rampe a chiocciola che scendono verso il parcheggio sotterraneo in una ripresa risalente all'ottobre 2008.